# Теттенвайс
Теттенвайс (нім. Tettenweis) — громада в Німеччині, знаходиться в землі Баварія. Підпорядковується адміністративному округу Нижня Баварія. Входить до складу району Пассау.
Площа — 28,69 км2. Населення становить 1795 ос. (станом на 31 грудня 2020).